# Bezirk Dielsdorf
Bezirk Dielsdorf är ett av de tolv distrikten i kantonen Zürich i Schweiz. 

## Indelning
Distriktet består av 22 kommuner:

- Bachs
- Boppelsen
- Buchs
- Dielsdorf
- Dällikon
- Dänikon
- Hüttikon
- Neerach
- Niederglatt
- Niederhasli
- Niederweningen
- Oberglatt
- Oberweningen
- Otelfingen
- Regensberg
- Regensdorf
- Rümlang
- Schleinikon
- Schöfflisdorf
- Stadel
- Steinmaur
- Weiach